# پاویون نولکها
پاویون نولکها (اردو: نولکها) یک خانه شخصی از سنگ مرمر سفید با سقفی منحنی است که در کنار حیاط شیش محل، در قسمت شمالی قلعه شاهی در لاهور، پاکستان واقع شده‌است. این بنای تاریخی یکی از ۲۱ بنای یادبودی است که در قلعه لاهور واقع شده‌است، نمای غربی آن منظره ای سراسرنما از شهر باستانی لاهور را ارائه می‌دهد.
این سازه در ابتدا با سنگهای قیمتی و نیمه قیمتی منبت کاری شده و مشرف به رودخانه راوی بوده‌است. در سال ۱۹۸۱، نولکها به عنوان بخشی از مجموعه بزرگتر قلعه لاهور، در فهرست میراث جهانی یونسکو قرار گرفت. این عمارت هم‌اکنون یکی از دیدنی‌ترین مکان‌های گردشگری لاهور است و بر طراحی معماری ساختمان‌های برجسته از جمله سفارت پاکستان در واشینگتن دی سی تأثیر گذاشته‌است.

## ریشه‌شناسی
هنگامی که پاویون در سال ۱۶۳۳ توسط شاه جهان ازپادشاهان گورکانی هند به عنوان یک خانه تابستانی کوچک ساخته شد، هزینه آن حدود ۹۰۰۰۰۰ روپیه بود، که در آن زمان مبلغ گزافی بود. به آن Naulakha می گویند زیرا در زبان اردو این کلمه به معنای «ارزش ۹ لپه روپیه» است. همچنین کلمه Naulakha را برای استفاده از چیزهای گرانبها می‌توان به کار برد.

## تاریخ

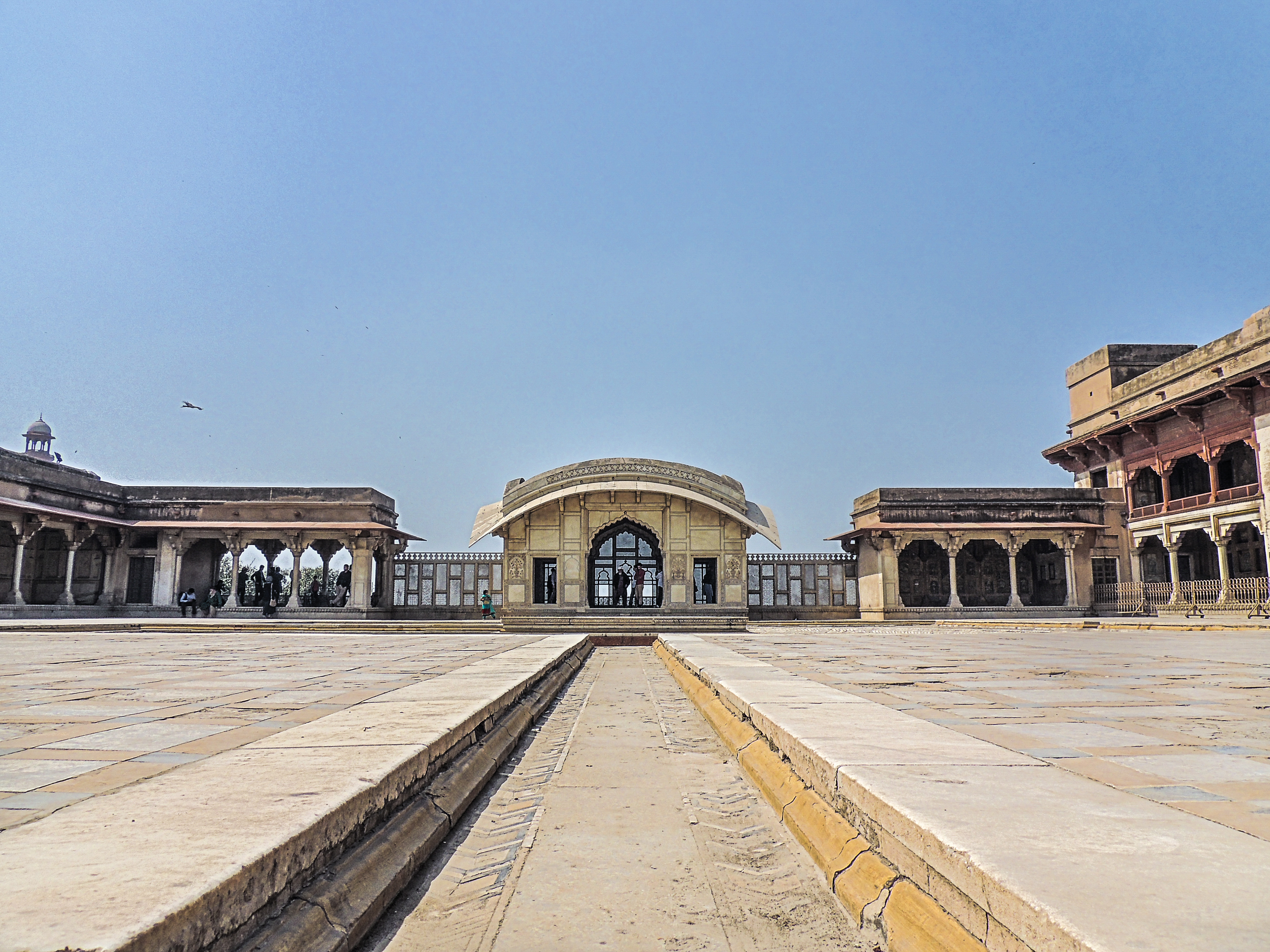
این مکان در مجاورت شیش محل در چهار گوش شاه برج قلعه لاهور است.

قلعه لاهور در سال ۱۵۶۶ تحت حکومت اکبر بزرگ امپراتور مغول در محل قلعه گلی قبلی ساخته شد که بعداً توسط امپراطورهای بعدی توسعه و اصلاح شد. شاه جهان شاه گورکانی مردی عاشق‌پیشه بود که تاج محل را در آگرا ساخت و پس از آن این قطعه اصلی در لاهور را سال ۱۶۳۳ به عنوان یک خانه تابستانی کوچک با هزینه ای در حدود ۹۰۰۰۰۰ روپیه بنا کرد. پاویون ناولاخا از جمله بناهایی است که بین سالهای ۱۶۲۸ تا ۱۶۳۴ تحت حکومت شاه جهان احداث یا بازسازی شده‌است. به دلیل علاقه شخصی وی به طراحی و ساخت و ساز، سنت‌های معماری شاه جهان دارای تقارن متمایز و سلسله مراتبی است. ناولاخا بخشی از بلوک شاه برج در بخش شمال غربی قلعه ای است که در واقع توسط سلف خود جهانگیرشاه ساخته شده‌است.